# Ujazdowo (województwo wielkopolskie)
Ujazdowo – wieś w Polsce położona w województwie wielkopolskim, w powiecie leszczyńskim, w gminie Włoszakowice, przy trasie linii kolejowej Leszno-Wolsztyn i na wschodnim skraju Przemęckiego Parku krajobrazowego.
W latach 1975–1998 miejscowość należała administracyjnie do województwa leszczyńskiego.
Zobacz też: Ujazdowo, Ujazdów